# Юрай Бланар
Юрай Бланар (словац. Juraj Blanár; нар. 19 травня 1966, Жиліна) — словацький політик, депутат Національної ради Словацької Республіки з 2010 року та у 2002—2006 роках. Голова Жилінського самоврядного краю з 2005 по 2017 рік. Заступник голови Національної ради з 2020 року. Заступник голови партії Курс — соціальна демократія. 
Міністр закордонних та європейських справ Словаччини з 25 жовтня 2023.

## Життєпис

### Освіта і робота
1991 року закінчив будівельний факультет Жилінського університету (транспорту та комунікацій), де здобув фах інженера. Також навчався в Данії, в геотехнічному інституті університету Ольборга (1993—1994), та у Великій Британії, на факультетах будівництва Бірмінгемського й Астонського університетів (1996).
До початку політичної кар'єри працював у будівельній компанії Váhostav у своєму рідному місті.

### Політична діяльність
У політику прийшов як член партії Курс — соціальна демократія (більш відомої як Смер), від якої неодноразово обирався до парламенту Словаччини. На депутатській роботі був членом і головою зовнішньополітичного комітету Національної ради.
2023 року після перемоги партії Смер на парламентських виборах, йому попри відсутність у нього дипломатичного досвіду запропонували очолити словацьке МЗС. Бланар спочатку неохоче приймав цю пропозицію. Крім нього, партія-переможниця висувала на цю посаду кандидатуру дипломата Мирослава Лайчака, але той відмовився. Також розглядали і кандидатуру колишнього посла Словаччини у Франції Марека Ештока. Кінець кінцем, Роберту Фіцо вдалося переконати Бланара.

### Ставлення до війни в Україні
Бланар відзначався одіозними заявами щодо війни Росії проти України. 2014 року, коментуючи війну на Донбасі, стверджував, що «український уряд бореться проти власних жителів», а також заявляв, що «конфлікт» — це внутрішня справа України і ніхто не може вплинути на Словаччину, щоб вона «стала на ту чи іншу сторону», та висловлювався про необхідність «забезпечення прав російськомовних жителів України». Після повномасштабного російського вторгнення в Україну його скандальні, а інколи і брехливі заяви про війну стали регулярними, приміром, він називав війну в Україні «конфліктом між Росією і США».
Від початку російського вторгнення в Україну дотримується лінії партії Смер — засуджує вторгнення в Україну як порушення міжнародного права, але не має наміру постачати сусідній державі оборонну зброю та наполягає на початку мирних переговорів із Росією.
Ще у квітні 2022 року Бланар та його однопартійці взяли участь у «мітингу за мир» у Братиславі, де закликали найвищих представників Євросоюзу та його держави-члени взяти на себе роль миротворця. За його словами, ЄС загалом має достатньо спроможності, щоб домогтися негайного припинення всіх військових дій на території України та посадити протиборчі сторони за стіл перемовин.
Від початку російської агресії він також заперечував твердження про те, що його партія своєю зовнішньополітичною позицією стала на бік російських окупантів, хоча вона часто й применшувала роль Росії як агресора. Проте Бланар назвав це «ліберальним обманом, грубою маніпуляцією та поширенням ненависті».
За його визнанням, «Роберт Фіцо дійсно відкидає санкції проти Росії, але головним чином тому, що ніхто не прорахував їхній реальний вплив і що вони ляжуть сильним тягарем на Словаччину. Однак це не означає, що ми в партії схвалюємо військовий конфлікт в Україні, навпаки, ми весь час закликаємо до мирного розв'язання».